# 蒔田定正
蒔田 定正（まいた さだまさ）は、備中国浅尾の寄合旗本。備中浅尾藩主蒔田広定の長男。

## 生涯
慶長19年（1614年）からの大坂の陣では父と共に参戦する。後に相模国内で500石、さらに甲斐国内などで800石を与えられ、寛永11年（1634年）5月には御使番、同年8月には大坂目付となった。寛永13年（1636年）、父の死去により家督を継ぐが、このときに父の遺言で3000石を弟の長広（三須田蒔田家）に分与したため、定正は8316石の旗本となった。
その後、駿府目付や池田光仲の目付などを務める。寛永17年（1640年）12月29日、因幡国から帰国中の近江国草津にて死去した。享年50。後を嫡男の定行が継いだ。

## 系譜
- 父：蒔田広定（1571/75-1636）
- 母：大島光義娘
- 正室：戸田尊次娘
  - 嫡男：蒔田定行（1620-1690）
  - 次男：蒔田定則（?-1693）
  - 三男：戸田忠辰（?-1712） - 戸田正次養子
- 生母不明の子女
  - 女子：依田信重室
  - 女子：山角定勝室
  - 女子：池田長勝室
  - 女子：石河重勝室
  - 女子：蒔田広正室
  - 女子：小堀政尹室